# Epoxidiertes Sojabohnenöl
Epoxidiertes Sojabohnenöl  (kurz ESBO) ist ein Gemisch organischer Verbindungen, das durch Epoxidierung von Sojabohnenöl gewonnen wird. Einer der Hauptbestandteile ist epoxidiertes Linolein. Es wird als Weichmacher und Stabilisator in Polyvinylchlorid (PVC)-Kunststoffen verwendet. ESBO ist eine gelbliche, viskose Flüssigkeit.

## Herstellungsprozess

Epoxidiertes Linolein, einer der Hauptbestandteile von ESBO.

ESBO wird aus Sojabohnenöl durch Epoxidierung hergestellt. Mehrfach ungesättigte pflanzliche Öle werden häufig als Ausgangsstoffe für epoxidierte Ölprodukte verwendet, da sie eine hohe Anzahl von epoxidierbaren Kohlenstoff-Kohlenstoff-Doppelbindungen aufweisen. Die Epoxidgruppe ist reaktionsfreudiger als die Doppelbindung und macht das Öl zu einem guten Salzsäurefänger und Weichmacher. In der Regel wird ein Peroxid oder eine Persäure verwendet, um ein Sauerstoffatom hinzuzufügen und die -C=C-Bindung in eine Epoxidgruppe umzuwandeln.

## Verwendung
Lebensmittel, die in Gläsern aufbewahrt werden, werden normalerweise mit Dichtungen aus PVC verschlossen. ESBO ist einer der Zusatzstoffe in der PVC-Dichtung. Es dient als Weichmacher und zum Binden von Salzsäure, welche bei der thermischen Zersetzung des PVCs freigesetzt wird, z. B. wenn die Dichtung auf den Deckel aufgebracht und das Lebensmittel sterilisiert wird. ESBO wird auch in PVC-Klarsichtfolien zum Verpacken von Lebensmitteln und Spielzeug verwendet.

## Sicherheit

### Lebensmittel
Eine Schweizer Studie im Juni 2005 zeigte, dass (neben vielen anderen Weichmachern, die die gesetzlichen Grenzwerte überschreiten) die Migration von ESBO in Lebensmittel bis zu 1.170 mg/kg erreichte. Das Schnellwarnsystem für Lebens- und Futtermittel (RASFF) hatte auch Fälle gemeldet, in denen Lebensmittelprodukte in der EU wegen Überschreitung des spezifischen Migrationsgrenzwertes gemäß der EU-Verordnung (EG/2002/72) zurückgewiesen wurden. Die Vollzugsbehörden ergriffen Maßnahmen, um die Hersteller zur Einhaltung der gesetzlichen Grenzwerte zu zwingen.

### Gesetzgebung
In Europa werden Kunststoffe im Kontakt mit Lebensmitteln durch die Verordnung (EU) 10/2011 geregelt. Sie legt einen spezifischen Migrationsgrenzwert (SML) für ESBO von 60 mg/kg fest. Für PVC-Dichtungen, die zum Verschließen von Gläsern verwendet werden, die Säuglingsanfangsnahrung und Folgenahrung im Sinne der Richtlinie 2006/141/EG oder Getreidebeikost und andere Beikost für Säuglinge und Kleinkinder im Sinne der Richtlinie 2006/125/EG enthalten, wird der SML jedoch auf 30 mg/kg gesenkt. Dies ist darauf zurückzuführen, dass Säuglinge eine höhere Nahrungsaufnahme pro Körpergewicht haben.

### Toxizität
Die tolerierbare tägliche Aufnahmemenge (TDI) von ESBO wurde vom wissenschaftlichen Lebensmittelausschuss (SCF) der EU auf 1 mg/kg Körpergewicht festgelegt. Dieser Wert basiert auf einer toxikologischen Bewertung, die von der British Industrial Biological Research Association (BIBRA) Ende 1997 durchgeführt wurde. Eine wiederholte orale Verabreichung hatte nachweislich die Leber, die Nieren, die Hoden und die Gebärmutter von Ratten geschädigt. Nach den herkömmlichen europäischen Vorschriften für Lebensmittelverpackungsmaterialien wurde der TDI-Wert zur Grundlage für den SML-Wert von 60 mg/kg.